# کیمبرلی بووس
کیمبرلی بووس (انگلیسی: Kimberly Boulos؛ زادهٔ ۱۶ آوریل ۱۹۸۷) بازیکن فوتبال اهل هائیتی است.
وی همچنین در تیم ملی فوتبال Haiti بازی کرده‌است.